# Miss Universo 1953

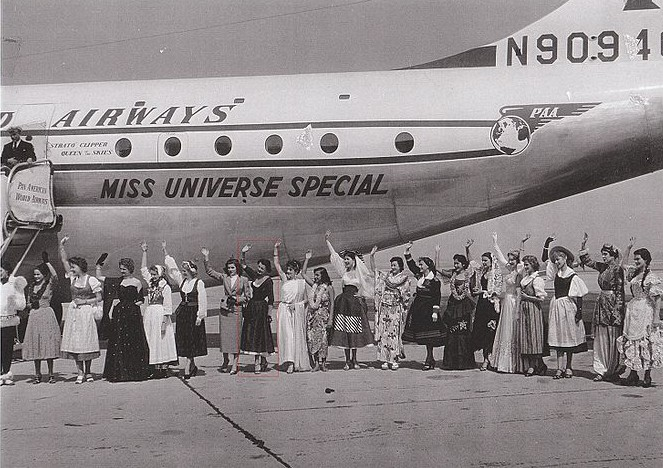
Participantes do Miss Universo 1953 recepcionadas no aeroporto de Long Beach, na Califórnia.

Miss Universo 1953 foi a segunda edição do concurso Miss Universo, realizada em 17 de julho de 1953 no Long Beach Municipal Auditorium, em Long Beach, Califórnia, nos Estados Unidos. Candidatas de 26 países e territórios competiram pelo título, em uma edição realizada conjuntamente com o Miss USA 1953. No final do evento, a atriz Julie Adams coroou a francesa Christiane Martel como a sucessora de Armi Kuusela, da Finlândia, que abandonou a coroa antes do término do mandato para se casar.

## Evento
Apesar de contar com apenas 25 participantes, foram escolhidas dezesseis semifinalistas, de acordo com a ideia dos organizadores de premiarem o maior número possível de países, pensando em incentivar a participação maior de candidatas estrangeiras para os concursos posteriores. As primeiras grandes favoritas a despontarem foram as misses da Alemanha, México e França.
O Top 5 atendeu à uma correção geográfica: Miss EUA (América do Norte), Miss México (América Latina), Miss Japão (Ásia), Miss França (Europa) e Miss Austrália (Oceania) numa época em que a África ainda não participava do evento. A disputa final aconteceu entre a francesa e a norte-americana Myrna Hansen. Martel, uma modelo francesa de 21 anos, acabou sendo coroada em prol da candidata da casa, o que não agradou a audiência. Entretanto, a francesa, de beleza extraordinária, veio a ser uma grande Miss Universo, a primeira da França , e mesmo mais de sessenta anos após sua coroação, com dezenas de Misses Universo que a sucederam  representando a beleza de todas as partes do mundo, Martel, nascida Christiane Magnani, de ascendência italiana, é considerada pelos maiores portais do mundo dedicados a concursos de beleza como a sétima mais bela Miss Universo de todos os tempos.

## Resultados
| Colocação          | Candidata |
| ------------------ | --- |
| Miss Universo 1953 | - França — Christiane Martel |
| 2.ª colocada       | - Estados Unidos — Myrna Hansen |
| 3.ª colocada       | - Japão — Kinuko Ito |
| 4.ª colocada       | - México — Ana Bertha Jiménez |
| 5.ª colocada       | - Austrália — Maxine Morgan |
| Top 16             | - África do Sul — Ingrid Mills - Alemanha — Christel Schaack - Áustria — Lore Felger - Canadá — Thelma Brewis - Dinamarca — Jytte Olsen - Itália — Rita Stazzi - Noruega — Synnoeve Gulbrandsen - Panamá — Emita Arosemena - Peru — Mary Sarmiento - Turquia — Ayten Akyol - Uruguai — Ada Ibáñez |

### Prêmios especiais

#### Miss Simpatia
- Vencedora:  Louisiana — Jeanne Thompson.[i]

#### Garota Popular
- Vencedora:  Estados Unidos — Myrna Hansen.

↑i  Como o Miss USA era realizado junto com o Miss Universo até 1964 — a vencedora participava do Miss Universo na noite seguinte representando os Estados Unidos — as candidatas dos dois eventos eram elegíveis conjuntamente para os prêmios especiais.

## Candidatas
Os seguintes países participaram da segunda edição do Miss Universo:
| - África do Sul - Ingrid Rita Mills (SF) - Alasca - Muriel Hagberg - Alemanha - Christel Schaack (SF) - Austrália - Maxine Morgan (5°) - Áustria - Lore Felger (SF) - Bélgica - Elayne Cortois - Canadá - Thelma Elizabeth Brewis (SF) - Dinamarca - Jytte Olsen (SF) - Estados Unidos - Myrna Rae Hansen (2°, MF) - Finlândia - Teija Anneli Sopanen - França - Christiane Martel (1°) - Grécia - Doretta Xirou | - Havaí - Aileen Lauwae Stone - Itália - Rita Stazzi (SF) - Japão - Kinuko Ito (3°) - México - Ana Bertha Lepe Jiménez (4°) - Noruega - Synnoeve Gulbrandsen (SF) - Panamá - Emita Arosemena Zubieta (SF) - Peru - Mary Ann Sarmiento (SF) - Porto Rico - Wanda Irizarry - Suécia - Ulla Sandkler - Suíça - Danielle Oudinet - Turquia - Ayten Akyol (SF) - Uruguai - Ada Alicia Ibáñez Amengual (SF) - Venezuela - Gisela Bolaños Scarton |